# Api Claudi Cras (cònsol 451 aC)
Api Claudi Cras (en llatí: Appius Claudius Crassus) va ser un magistrat romà. Va ser decemvir de Roma l'any 451 aC. Era fill d'Api Claudi Sabí i formava part de la gens Clàudia. Els Fasti l'anomenen Ap. Claudius Ap. f. M. n. Crassin. Regill. Sabinus II, però no hi ha dubte que era el mateix, car Regil·lensis i Sabí eren agnomina de son pare i son avi i a vegades les fonts també li'ls assignen.
Va ser cònsol l'any 451 aC, i va ser nomenat decemvir quan es creà el decemvirat aquell mateix any. La seva influència dins del grup va ser important i es va guanyar la confiança de la gent, i per això va ser reelegit el 450 aC, però aquesta vegada ja va demostrar el seu caràcter real i es va comportar de forma tirànica i violenta. El seu intent contra Virgínia va portar a l'enderrocament del decemvirat. Api va ser acusat per Virgini, pare de Virgínia, però no va viure per veure el judici i segons Livi es va suïcidar, però l'opinió més estesa és que va ser executat a la presó per ordre dels tribuns.